# Julija Biczyk
Julija Biczyk (biał. Юлія Бічык; ur. 1 kwietnia 1983 w Mińsku) – białoruska wioślarka.

## Osiągnięcia
- Mistrzostwa Świata – Kolonia 1998 – ósemka – 5. miejsce[1].
- Mistrzostwa Świata – St. Catharines 1999 – ósemka – 7. miejsce[1].
- Mistrzostwa Świata – St. Catharines 1999 – czwórka bez sternika – 1. miejsce[1].
- Mistrzostwa Świata Juniorów – Zagrzeb 2000 – dwójka bez sternika – 1. miejsce[1].
- Igrzyska Olimpijskie – Sydney 2000 – ósemka – 4. miejsce[1].
- Mistrzostwa Świata Juniorów – Duisburg 2001 – dwójka bez sternika – 1. miejsce[1].
- Mistrzostwa Świata Juniorów – Duisburg 2001 – ósemka – 3. miejsce[1].
- Mistrzostwa Świata – Lucerna 2001 – dwójka bez sternika – 2. miejsce[1].
- Mistrzostwa Świata – Lucerna 2001 – ósemka – 5. miejsce[1].
- Mistrzostwa Świata – Sewilla 2002 – dwójka bez sternika – 3. miejsce[1].
- Mistrzostwa Świata – Sewilla 2002 – ósemka – 5. miejsce[1].
- Mistrzostwa Świata – Mediolan 2003 – dwójka bez sternika – 2. miejsce[1].
- Mistrzostwa Świata – Mediolan 2003 – czwórka pdowójna – 2. miejsce[1].
- Igrzyska Olimpijskie – Ateny 2004 – czwórka bez sternika – 3. miejsce[1].
- Mistrzostwa Świata U-23 – Amsterdam 2005 – dwójka podwójna – 8. miejsce[1].
- Mistrzostwa Świata – Gifu 2005 – dwójka bez sternika – 5. miejsce[1].
- Mistrzostwa Świata – Gifu 2005 – ósemka – 7. miejsce[1].
- Mistrzostwa Świata – Gifu 2005 – dwójka podwójna – 9. miejsce[1].
- Mistrzostwa Świata – Eton 2006 – dwójka podwójna – 6. miejsce[1].
- Mistrzostwa Świata – Monachium 2007 – dwójka bez sternika – 1. miejsce[1].
- Mistrzostwa Świata – Linz 2008 – czwórka bez sternika – 1. miejsce[1].
- Igrzyska Olimpijskie – Pekin 2008 – dwójka bez sternika – 3. miejsce[1].
- Mistrzostwa Europy – Ateny 2008 – ósemka – 3. miejsce[1].
- Mistrzostwa Europy – Montemor-o-Velho 2010 – dwójka podwójna – 4. miejsce[1].